# Директор (рідкий кристал)

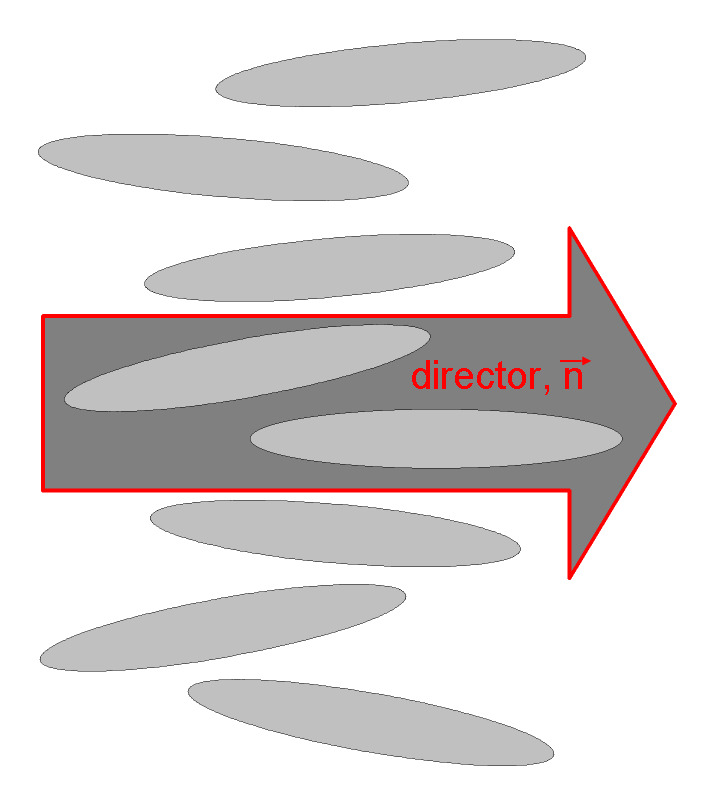
Схематична ілюстрація директора в нематичному рідкому кристалі

Директор — одиничний вектор, який задає напрям переважної орієнтації молекул в рідкому кристалі.
Позначається зазвичай {\displaystyle \mathbf {n} }.
Напрям директора визначає локальну анізотропію рідкого кристала.
Поряд із директором для характеристики рідкого кристала використовується параметр порядку, який описує розкид відхилень орієнтації молекул відносно директора. Загалом це тензорна величина. Для нематиків вона зводиться до скаляра:
{\displaystyle S=\langle P_{2}(\cos \theta )\rangle =\left\langle {\frac {3\cos ^{2}\theta -1}{2}}\right\rangle },
де {\displaystyle \theta } — кут відхилення орієнтації молекули від напрямку директора, а кутові дужки означають усередення. Для нематиків напрямки {\displaystyle \mathbf {n} } та {\displaystyle -\mathbf {n} } еквівалентні.